# Anne-Marie Eklund Löwinder

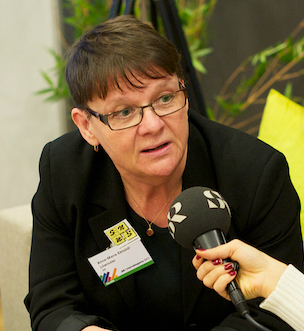
Anne-Marie Eklund Löwinder (2011)

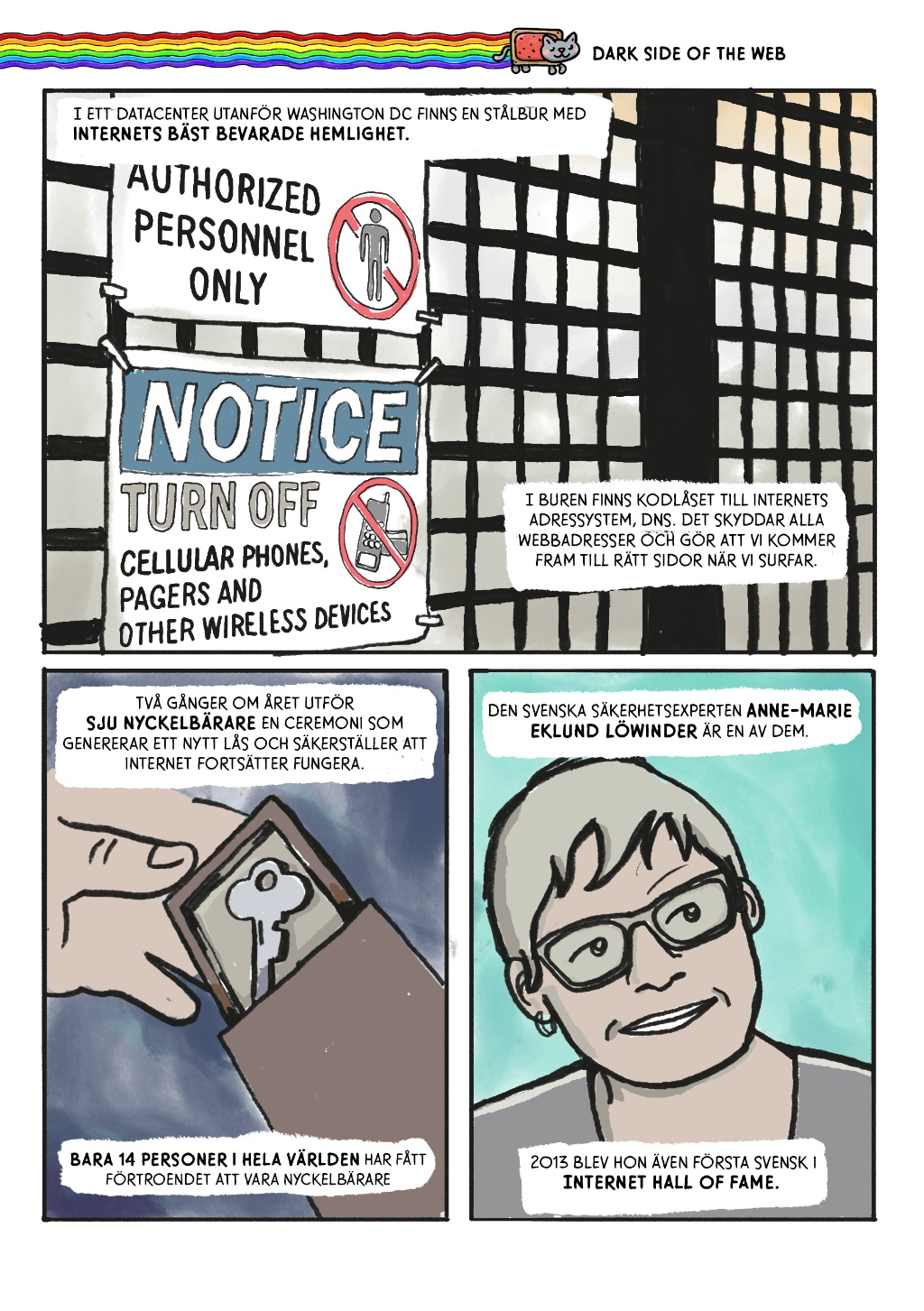
Eklund Löwinder im Comic Berättelsen om internet (2016)

Anne-Marie Eklund Löwinder (* 26. September 1957 in Stockholm) ist eine schwedische Informationswissenschaftlerin. Als „Innovatorin“ des Internets wurde sie in die Hall of Fame aufgenommen.

## Leistungen
Anne-Marie Eklund Löwinder hat seit 1999 als Innovatorin die Implementierung der Domain Name System Security Extensions (DNSSEC) vorangetrieben. Sie war sowohl bei der Entwicklung des Protokolls als auch bei Anwendungen des Verfahrens beteiligt und hat DNSSEC weltweit Konferenzen und Schulungen vorgestellt. Dank des Engagements von Eklund Löwinder war .se 2005 die erste Top-Level-Domain der Welt, die mit DNSSEC signiert wurde.
Seit 2004 ist Eklund Löwinder Qualitäts- und Sicherheitsmanagerin bei der Internetstiftelsen (IIS oder .SE), der schwedischen Stiftung für Internetinfrastruktur. Sie ist Vorstandsmitglied von CENTR (Council of European National Top-Level Domain Registries), inzwischen eine „non-profit“  Vereinigung von internationalen Top Level Domain-Registries und Mitglied des Vorstands des schwedischen Institutet för rättsinformatik (IRI; Institut für Rechtsinformatik) sowie der Swedish Network Users’ Society (SNUS). Eklund Löwinder ist auch Mitglied des schwedischen Rats für Informationssicherheit.
Die ICANN hat Eklund Löwinder zum „Crypto Officer“ für die Root-Zone ernannt.
Eklund Löwinder wurde an der Universität Stockholm in Informatik promoviert.

## Ehrungen
Im Jahr 2013 wurde Eklund Löwinder als erste Frau unter die „Innovators“ der Internet Hall of Fame aufgenommen. Gewürdigt wurden ihre Verdienste um DNSSEC. Zwei Jahre erhielt sie den IP-Priset der Swedish Network Users’ Society (SNUS).